# Хайландуры
Хайландуры (лат. Highlandeur) — античное племя, жившее к северо-западу от современного Баку, которое связывалось с кавказскими гуннами. Хайландуры, одно из наименований кавказских хионитов. Хиониты были самоназваниев эфталитов, а эфталиты причислялись к племенам массагетов. По Егишэ царя хайландуров называли "hЕраном".

## История
Вопрос о хайландурах впервые был поднят Марквартом. Полагая, что в тексте Егишэ речь идет о кавказских гуннах, он при сопоставлении сведений армянского историка с данными Приска Панийского делает вывод, что хайландурами называлась «царская» орда гуннов. Артамонов М. И. говрил, что хайландуры были северокавказскими гуннами и не имели никакого отношения к гуннам Аттилы в Паннонии, которых имел в виду Маркварт в качестве главной «царской» орды. По мнению Н. В. Пигулевской, прорвавшиеся в IV в. за Кавказский хребет гунны и в середине V в. сохраняли за собой все позиции на Северном Кавказе. Эти группы гуннских племен и участвовали в борьбе закавказских народов против Ирана при Иездигерде II.
Объяснение слову хайландур давал Б. Улубабян, полагая, что хайландуры кельтское слово и означает житель гор — highiandeur, как все еще называют себя жители горных районов Шотландии "Hailand",